# Hertog van Portsmouth
Hertog van Portsmouth (Engels: Duke of Portsmouth) is een Engelse adellijke titel. 
De titel hertog van Portsmouth werd gecreëerd in 1673 door Karel II voor zijn maîtresse Louise de Kérouaille. De titel, genoemd naar de stad Portsmouth, was niet erfelijk en verviel dus bij haar overlijden in 1734.

## Hertog van Portsmouth (1673)
- Louise de Kérouaille, 1e hertogin van Portsmouth (1673-1734)